# Tjavuski Rajon
Tjavuski Rajon (vitryska: Чавускі Раён, ryska: Чауский район) är ett distrikt i Belarus.   Det ligger i voblasten Mahiljoŭs voblast, i den östra delen av landet, 220 km öster om huvudstaden Minsk.